# Vlajka Černovické oblasti

Vlajka Černovické oblasti
Poměr stran 2:3

Vlajka Černovické oblasti, jedné z oblastí Ukrajiny, je tvořena listem o poměru stran 2:3 s pěti vodorovnými pruhy: modrým, žlutým, zeleným, žlutým a modrým, v poměru šířek 3:1:22:1:3 a bílým sokolem ve středu vlajky.
Zelená barva symbolizuje region Bukovina a zároveň i svobodu a znovuzrození. Bukovinu symbolizuje taktéž i sokol ve středu vlajky, který má i další význam krásy, statečnosti a inteligence. Podoba sokola odpovídá té, nalezené na keramické dlaždici z dob Haličsko-volyňského království. Okrajové pruhy symbolizují jak ukrajinskou bikoloru, tak i největší řeky oblasti Dněstr a Prut zastoupené modrou barvou a obilná pole zastoupena barvou žlutou.

## Historie
Černovická oblast vznikla 7. srpna 1940 na základě sovětské anexe části Rumunska.
Vlajka vznikla dílem ukrajinského grafika Oresta Kryvoručka. Černovická oblastní rada vlajku přijala na základě rozhodnutí č. 172-17/01 z 21. prosince 2001.

## Vlajky rajónů Černovické oblasti

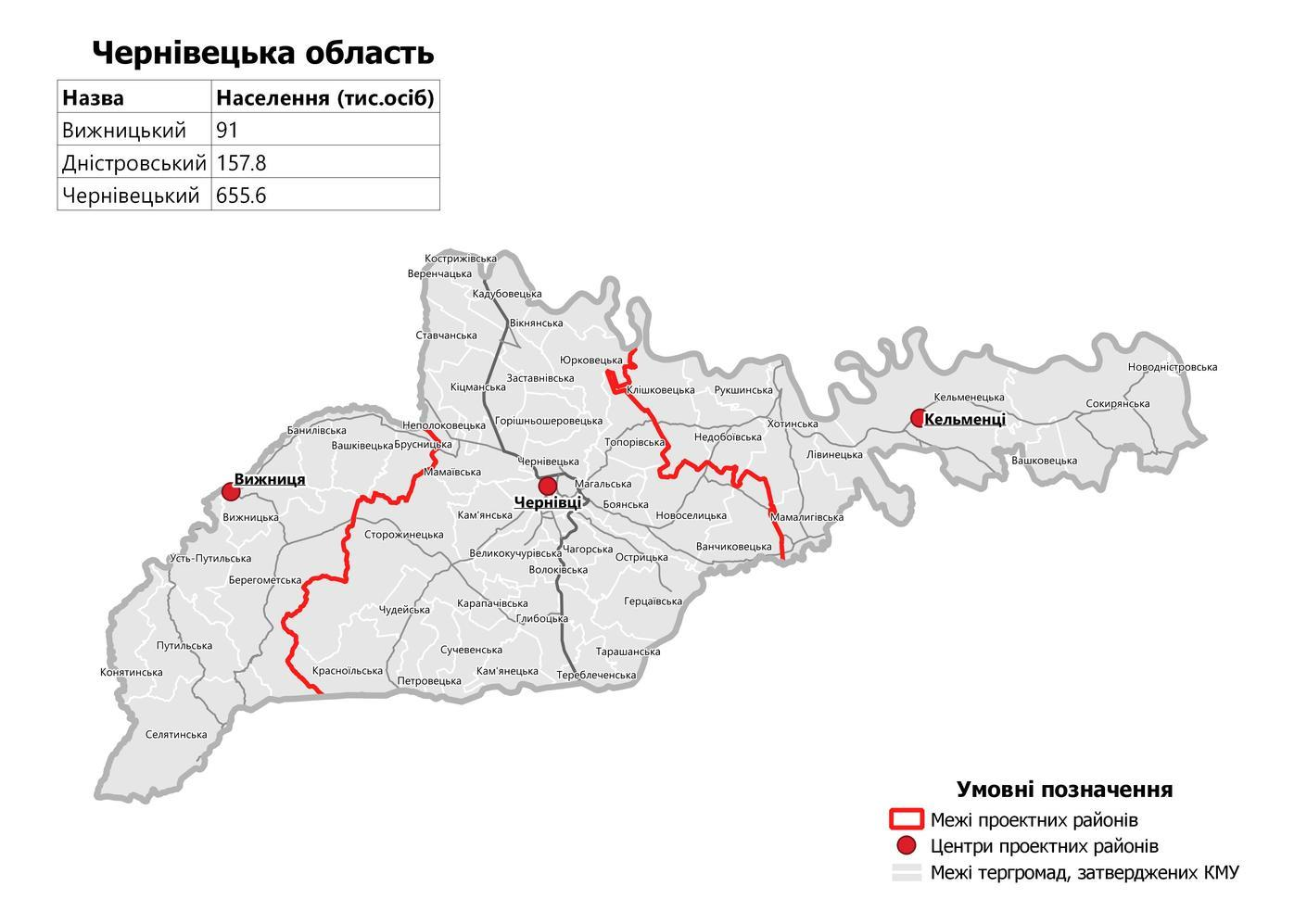
Členění Černovické oblasti

Od 18. července 2020 se Černovická oblast člení na 3 rajóny, přičemž vlastní vlajku užívá pouze Vyžnycký rajón.

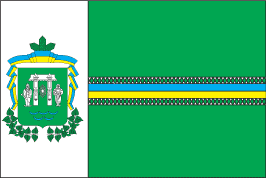
Vyžnycký rajón Poměr stran 2:3